# Триангулу-Минейру-и-Алту-Паранаиба (мезорегион)

Триангулу-Минейру-и-Алту-Паранаиба на карте.

Триа́нгулу-Мине́йру-и-А́лту-Паранаи́ба (порт. Mesorregião do Triângulo Mineiro e Alto Paranaíba) — административно-статистический мезорегион в Бразилии, входит в штат Минас-Жерайс. Включает в себя два планировочных региона штата: Минасский треугольник (порт. Triângulo Mineiro) и Верхнюю Паранаибу (порт. Alto Paranaíba). Население составляет 2 144 482 человека (на 2010 год). Площадь — 90 541,816 км². Плотность населения — 23,68 чел./км².

## Демография
Согласно сведениям, собранным в ходе переписи 2010 г. Национальным институтом географии и статистики (IBGE), население мезорегиона составляет:
| Полное население                            | Полное население                            | Полное население                            | Полное население                            | 2 144 482 |
| ------------------------------------------- | ------------------------------------------- | ------------------------------------------- | ------------------------------------------- | --------- |
| в том числе:                                | Городское население                         | 1 960 028                                   | Процент городского населения, %             | 91,40     |
|                                             | Сельское население                          | 184 454                                     | Процент сельского населения, %              | 8,60      |
|                                             | Мужское население                           | 1 068 012                                   | Процент мужского населения, %               | 49,80     |
|                                             | Женское население                           | 1 076 470                                   | Процент женского населения, %               | 50,20     |
| Плотность населения, чел/км²                | Плотность населения, чел/км²                | Плотность населения, чел/км²                | Плотность населения, чел/км²                | 23,68     |
| Население мезорегиона в % к населению штата | Население мезорегиона в % к населению штата | Население мезорегиона в % к населению штата | Население мезорегиона в % к населению штата | 10,94     |

## Статистика
- Валовой внутренний продукт на 2003 год составляет 23 548 299 020,00 реалов (данные: Бразильский институт географии и статистики).
- Валовой внутренний продукт на душу населения на 2003 год составляет 11 914,49 реалов (данные: Бразильский институт географии и статистики).
- Индекс развития человеческого потенциала на 2000 год составляет 0,809 (данные: Программа развития ООН).

## Состав мезорегиона
В мезорегион входят следующие микрорегионы:
1. Араша
2. Фрутал
3. Итуютаба
4. Патус-ди-Минас
5. Патросиниу
6. Убераба
7. Уберландия